# (5738) Биллпикеринг
(5738) Биллпикеринг (лат. Billpickering) — астероид, относящийся к группе астероидов пересекающих орбиту Марса. Он был открыт 27 октября 1989 года американским астрономом Элеанор Хелин в Паломарской обсерватории и назван в честь бывшего директора лаборатории реактивного движения Уильяма Говарда Пикеринга.
- Орбита астероида Биллпикеринг и его положение в Солнечной системе